# Diodora dysoni
Diodora dysoni là một loài ốc biển nhỏ or limpet, là động vật thân mềm chân bụng sống ở biển thuộc họ Fissurellidae.

## Tham khảo

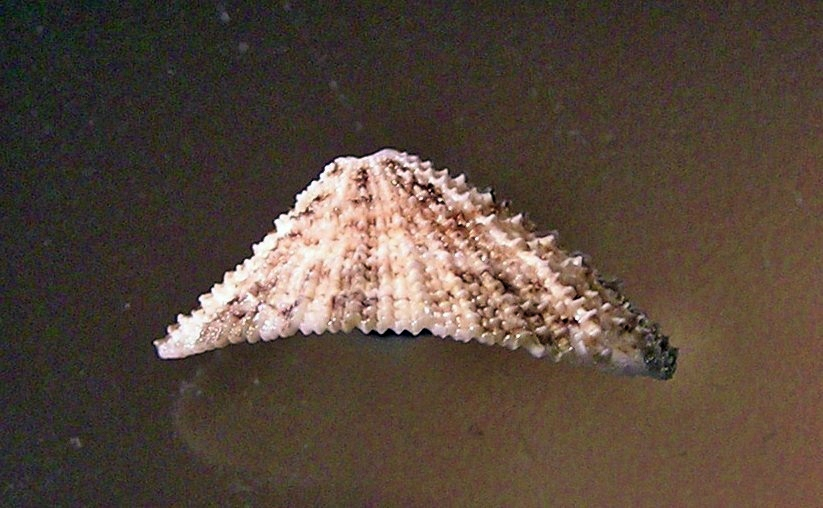
Diodora dysoni, side view